# Květní vzorec

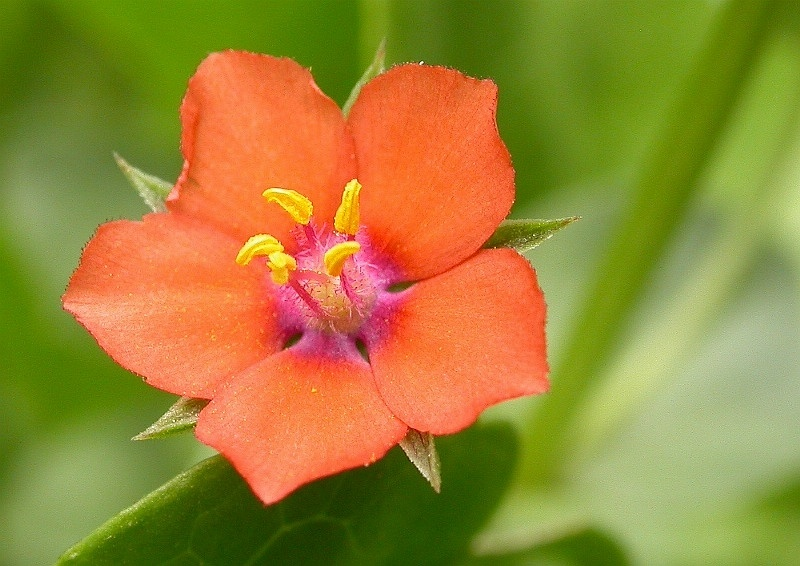
Květní vzorec drchničky rolní. Květ je pravidelný. Květní obaly jsou rozlišené,, a je srostlá s andreceem. Květ je oboupohlavný., pestík je srostlý z 5 plodolistů, semeník je svrchní.

Květní vzorec je zápis, který charakterizuje květ pomocí čísel, písmen a nejrůznějších symbolů. Stručnou formou uvádí nejdůležitější informace o květu. Může buď popisovat konkrétní rostlinný druh, nebo určitý vyšší taxon (v tom případě do něj bývají zahrnuty rozsahy počtů daných květních částí). Květní vzorce vznikly v 19. století, podobně jako květní diagramy. Mezi různými autory se podoba vzorců obvykle liší, i když zahrnuté informace bývají obdobné.

## Historie
Květní vzorce se používají od 19. století. Jako první jich užívali Cassel (1820) a Martius (1828). Grisebach (1854) jimi popisoval charakteristiku určitých čeledí, uváděl vždy počty jednotlivých částí květu oddělené čárkami a znázorňoval srůsty. Sachs (1872) používal květní vzorce i diagramy, na vzorcích oceňoval, že bývají vysázené z běžných znaků a je jimi lépe možné zobecňovat. Eichler sice bohatě používal květní diagramy ve své práci Blüthendiagramme, avšak vzorce uváděl jen u čeledí s jednoduchou stavbou květu. Sattlerova kniha Organogenesis of Flowers (1973) využívá vzorců i diagramů k popisu ontogeneze květu 50 rostlinných druhů. Mezi novější publikace užívající vzorce patří Plant Systematics Judda a kol. (2002) a Simpsona (2010). Prenner a kol. navrhovali různá vylepšení zápisu vzorců a chtěli prosadit, aby se vzorce staly součástí formálních taxonomických popisů. Ronse De Craene částečně použil jejich způsob zápisu ve Floral Diagrams.

## Obsažené informace

### Počty orgánů a srůsty
Květní vzorec vyjadřuje zejména počty jednotlivých částí květu. Každý typ orgánu je pak předznamenán určitým písmenem nebo zkratkou. Části vzorce jsou seřazené tak, jak jsou příslušné části květu uspořádané zvnějšku dovnitř:
| listeny | listence | okvětí (perigon), nebo kalich (calyx) a koruna (corolla) | okvětí (perigon), nebo kalich (calyx) a koruna (corolla) | soubor tyčinek (andreceum) | soubor pestíků (gyneceum) | vajíčka  |
| ------- | -------- | -------------------------------------------------------- | -------------------------------------------------------- | -------------------------- | ------------------------- | -------- |
| B       | Bt       | P                                                        | P                                                        | A                          | G                         | V nebo O |
| B       | Bt       | K                                                        | C                                                        | A                          | G                         | V nebo O |

Zkratky s tmavším pozadím jsou méně časté. „V“ u Prennera a kol. následuje malé písmeno značící typ placentace. Pro kalíšek (epicalyx, calyculus) se používá písmena „k“.
Počty se píšou bezprostředně po zkratce, někdy mohou být formátované jako horní či dolní index. Pokud určitý orgán chybí, lze jeho počet zapsat jako „0“, nebo jej ve vzorci úplně vynechat. Velký (obvykle víc než 10–12) či nestálý počet určitých orgánů se vyjadřuje symbolem „∞“. Jednotlivé kruhy se oddělují znaménkem „+“, orgány v rámci jednoho kruhu jdou dále oddělit značkou „:“ či v českém prostředí „.“, např. když jsou části morfologicky odlišné. Rozsahy počtů je možné uvádět pomocí pomlčky.
K3+3 – kalich ze šesti volných plátků uspořádaných do dvou kruhů po třech
A∞ – mnoho tyčinek
P3–12 – okvětí ze tří až dvanácti plátků
Skupiny orgánů je možné popisovat tak, že počet skupin se napíše běžným řezem písma a počet orgánů ve skupině se umístí do horního indexu.
A5² – pět skupin dvou tyčinek
Vzorcem je možné vyjádřit i srůsty orgánů. Někteří autoři (např. Judd a kol.) vyjadřují srůst v rámci jednoho typu orgánu zakroužkováním čísla a srůst různých orgánů obloučky. Jak ale potvrzují Prenner a kol., takového formátování lze těžko dosáhnout v běžném textovém editoru. Proto je výhodnější srůsty vyjadřovat závorkami, v případě srůstu jednoho typu orgánu kulatými „(…)“, v případě spojení mezi různými orgány hranatými „[…]“ či složenými „{…}“.
A(5) – pět srostlých tyčinek
[C(5) A5] – koruna srostlá z pěti plátků, srostlá s pěti tyčinkami
Prenner a kol. navrhli nulu v horním indexu pro ztracený orgán, a „r“ v horním indexu pro redukovaný. Ronse De Craene používá pro redukovaný orgán (staminodium či pistillodium) znak stupně „°“.
A3:2r+50 – (Prenner a kol.) andreceum uspořádané do dvou kruhů, v prvním kruhu jsou tři tyčinky a dvě staminodia, druhý kruh je ztracený
A1+2° – (Ronse De Craene) tyčinky ve dvou kruzích, v prvním je jedna tyčinka a ve druhém dvě staminodia

### Poloha semeníku
Polohu semeníku lze vyjádřit úpravou části vzorce týkající se gynecea. Zahraniční autoři pozměňují písmeno G, ovšem v českém prostředí se upravuje číslo. Simpson se formátování vyhýbá slovním opisem.
|                                 | svrchní semeník | spodní semeník | polospodní semeník  |
| ------------------------------- | --------------- | -------------- | ------------------- |
| Prenner et al., Ronse De Craene | G(3)            | Ĝ(3), Ğ(3)     | -G-(3)              |
| Sattler                         | G(3)            | G              | G(3)                |
| Rosypal                         | G(3)            | G(3)           | G(3)                |
| Simpson                         | G(3), superior  | G(3), inferior | G(3), half-inferior |

### Symetrie
Symetrie či uspořádání květu mohou být vyjádřeny pro květ jako celek, v tom případě se uvádí na začátek vzorce. Mohou však také být popsány zvlášť pro jednotlivé orgány, pak se uvádí za jejich počet. V symbolice panuje velká nejednotnost, neboť se vyjadřuje poměrně nestandardními znaky:
|                 | květ       | květ         | květ                                          | květ        | květ                |
|                 | pravidelný | bisymetrický | souměrný                                      | asymetrický | spirálně uspořádaný |
| --------------- | ---------- | ------------ | --------------------------------------------- | ----------- | ------------------- |
| Prenner a kol.  | *          | ┼            | ↓, → nebo Ø, podle orientace roviny symetrie  | ∂           | neuvádí             |
| Ronse De Craene | ✶          | ↔            | ↓, směr šipky podle orientace roviny symetrie | ↯           | ↺                   |
| Sattler         | ✳          | +            | ∙\|∙                                          | ↯           | neuvádí             |
| Judd et al.     | *          | neuvádí      | X                                             | $           | neuvádí             |
| Rosypal         | ✳          | ⤧            | ↓                                             | ↯           |                     |

### Pohlavnost
Pohlavnost květu může být popsána znakem ☿ pro oboupohlavný, ♂ pro samčí (tyčinkový) a ♀ pro samičí (pestíkový) květ. V českém prostředí se uvádí buď před, nebo za symbol pro symetrii/uspořádání. Prenner a kol. doporučují pohlavnost uvádět jen u květů odděleného pohlaví. Ronse De Craene samčí a samičí květ uvádí slovně (staminate, pistillate).
V květním vzorci může být zahrnut i typ plodu, Judd a kol. jej uvádí na konec.

## Příklady
↯ K3 [C3 A1°–3°+½:2°] Ĝ(3) – Canna edulis; květ je asymetrický; kalich je ze tří volných plátků; koruna je ze tří volných plátků a je srostlá s andreceem; andreceum je uspořádané ve dvou kruzích, ve vnějším jsou 1–3 staminodia, ve vnitřním ½ tyčinky a 2 staminodia; pestík je srostlých ze 3 plodolistů a semeník je spodní
B BtC K3:(2)C↓ C3:2r↓ A(3):2r↓+4r:10 G1↓ Vm8–10 – Tamarindus indica; květ je zastoupen listenem a petaloidními (barevnými) listenci; kalich je souměrný, obsahuje tři zelené a dva barevné plátky; koruna je souměrná, dva z celkových pěti plátků jsou redukované; andreceum ve dvou kruzích, vnější je souměrný a obsahuje tři srostlé tyčinky a dvě staminodia, vnitřní kruh obsahuje 4 staminodia a 1 tyčinka je ztracená; gyneceum je souměrné, sestává z jednoho 1plodolistového pestíku se svrchním semeníkem; placentace je marginální a v gyneceu je 8–10 vajíček